# Oreamnos harringtoni
La capra delle nevi di Harrington (Oreamnos harringtoni) è un mammifero artiodattilo estinto, appartenente ai bovidi. Visse nel Pleistocene superiore (circa 30.000 - 11.000 anni fa) e i suoi resti fossili sono stati ritrovati in Nordamerica.

## Descrizione
Questo animale era molto simile all'odierna capra delle nevi (Oreamnos americanus), ma doveva essere più piccola e possedeva alcune caratteristiche diverse nel cranio. Il muso era più lungo e stretto, e le corna erano più piccole e sottili (Mead e Lawler, 1995). Ritrovamenti di escrementi fossilizzati indicano che queste capre frequentavano le caverne del Grand Canyon durante la primavera e forse nel tardo inverno e all'inizio dell'estate. La loro dieta sembrerebbe essere stata costituita da erba e da conifere quali pecci, abete di Douglas, Pinus flexilis e betulla occidentale (Mead et al., 1986).

## Classificazione
Questa specie di capra venne descritta per la prima volta nel 1936 dal paleontologo Chester Stock. I primi fossili descritti erano frammenti di cranio e ossa dei metapodi provenienti dalla Smith Creek Cave nel Grande Bacino del Nevada. Successivi ritrovamenti vennero effettuati in Messico, Colorado, Utah, Nuovo Messico e nel Grand Canyon; i fossili includono crani completi, metapodi, astucci cornei delle corna, feci fossili, pelame e anche muscoli e legamenti. 
Oreamnos harringtoni è la specie più affine all'attuale capra delle nevi (Oreamnos americanus); al contrario della specie odierna, O. harringtoni sembrerebbe essere stata diffusa soprattutto nel Nordamerica sudoccidentale. Queste due specie, a loro volta, sono imparentate con i capricorni, i goral e i camosci, nonché con alcune forme estinte come Gallogoral e Nesogoral.

## Estinzione
La capra delle nevi di Harrington visse al termine del Pleistocene per circa 19.000 anni, prima di estinguersi circa 11.000 anni fa.  
L'estinzione coincise con la scomparsa di almeno 25 generi di mammiferi terrestri nordamericani, come il bradipo terricolo di Shasta (Nothrotheriops) e con l'arrivo dei cacciatori della cultura Clovis nella regione (Diamond, 1999).